# Глодень (Муреш)
Глодень, Глодені (рум. Glodeni) — село у повіті Муреш в Румунії. Адміністративний центр комуни Глодень.
Село розташоване на відстані 272 км на північний захід від Бухареста, 12 км на північ від Тиргу-Муреша, 78 км на схід від Клуж-Напоки, 135 км на північний захід від Брашова.

## Населення
За даними перепису населення 2002 року у селі проживали 2518 осіб.
Національний склад населення села:
| Національність | Кількість осіб | Відсоток |
| -------------- | -------------- | -------- |
| угорці         | 2239           | 88,9%    |
| румуни         | 169            | 6,7%     |
| цигани         | 108            | 4,3%     |

Рідною мовою назвали:
| Мова      | Кількість осіб | Відсоток |
| --------- | -------------- | -------- |
| угорська  | 2291           | 91,0%    |
| румунська | 157            | 6,2%     |
| циганська | 70             | 2,8%     |